# Burgerlijke democratie
De term burgerlijke democratie is afkomstig uit de marxistische theorie. Het wordt door marxistische analisten gebruikt om uitdrukking te geven aan hun visie dat de staatsinstellingen binnen een kapitalistisch systeem steeds zijn georganiseerd ten voordele van de in omvang kleine, bezittende klasse, die binnen dat systeem over het kapitaal en dus de economische macht beschikt: de burgerij (in tegenstelling tot, onder andere, de werkende klasse die de grote meerderheid van de bevolking uitmaakt en die haar arbeidskracht moet verkopen om te overleven).
Aanhangers van deze visie gaan er dus van uit dat, hoewel er in de politieke retoriek een democratisch bestel bestaat in de 'vrije' landen, genaamd de parlementaire democratie, deze democratie in praktijk ten gevolge van haar structuur steeds de belangen van de dominante (burgerlijke) klasse zal verdedigen. Deze automatische belangenbehartiging voltrekt zich niet in de eerste plaats middels het gewelddadig, repressief opleggen van de wil van de heersende economische klasse, maar vanwege de intrinsieke organisatie van het systeem met zijn representatieve politieke instituties. De (economische) macht van de burgerij is dus 'geïnstitutionaliseerd'. De oorzaak van deze belangenbehartiging van de rijke klasse via het politieke systeem wordt dus gezocht in de aard van de relatie die de politieke macht binnen het kapitalisme onderhoudt met de economische macht.
Een bekende term die in de sociale wetenschap wordt gehanteerd voor het aanduiden van dit soort onzichtbare dominantie is 'hegemonie'. Hiertegenover wordt binnen de marxistische filosofie het concept van arbeidersdemocratie gesteld.